# Kościół Reformowany w Tunisie
Kościół Reformowany w Tunisie (franc. Église réformée de Tunisie) – świątynia kalwińska w stolicy Tunezji.
Historia Kościoła reformowanego w Tunisie sięga 1882 roku, gdy przybył do Tunisu z Francji pastor Durmeyer. Początkowo nabożeństwa odbywały się w mieszkaniu pastora, ale ze względu na wzrost liczby wiernych, przeniosły się z czasem do kaplicy Kościoła anglikańskiego.
W 1885 roku przy pomocy Paula Cambona, przedstawiciela francuskiego rządu w Protektoracie Tunezji, parafia nabyła grunt przy ówczesnej ulicy Rue d'Italie (obecnie Charles'a de Gaulle'a).
Świątynia została oficjalnie otwarta 12 grudnia 1889 roku. W 2011 roku kościół przeszedł renowację. Kościół jest zbudowany w stylu klasycystycznym. Nad wejściem znajduje się rozeta, a nad nią napis au Christ Rédempteur.